# Dino Valls
Dino Valls es un pintor español nacido en Zaragoza en 1959.
	Tras una constante afición por el dibujo durante su infancia, comienza a pintar al óleo de manera autodidacta en 1975, compaginando entonces la pintura con los estudios de Medicina en la Universidad de Zaragoza, periodo académico en el que también comienza a presentar obras suyas en diversas exposiciones y certámenes de arte, tanto nacionales como internacionales, recibiendo varios premios de pintura en España y Francia. 
	Tras su licenciatura en Medicina y Cirugía general en 1982, se dedicará profesionalmente únicamente a la pintura.
	A principios de los años ’90, estudió la técnica del temple de huevo y los procedimientos de los maestros Flamencos e Italianos de los siglos XV al XVII en la combinación de temple y óleo, técnicas que posteriormente fue modificando y personalizando hacia su particular procedimiento, aunque manteniendo siempre una estructura en múltiples finas capas superpuestas y zonas de veladuras. 
Recupera también el interés por los formatos del retablo y el políptico, por sus enormes posibilidades narrativas de lectura y referencias interconectadas, al permitir un desarrollo laberíntico de fragmentación espacial y secuenciación temporal.
A partir de 1993 comienza una trayectoria de exhibición de su obra en Estados Unidos, presentando sus obras en amplios stands monográficos en varias Ferias Internacionales de Arte Contemporáneo como las de Art Miami ‘93, ‘94 y ‘95, y Art New York International ‘94, y  llevando a cabo diversas exposiciones individuales y colectivas en galerías y museos de New York, Washington, Atlanta, Palm Beach, Elmira, etc., además de otras ciudades europeas.
Desde los 2000 centra su actividad expositiva principalmente en Europa, especialmente en Italia, Alemania y España.
	Es uno de los representantes de la actual figuración de vanguardia, poseyendo su pintura una fuerte influencia de la perspectiva humanística recibida de sus estudios centrados en el ser humano.

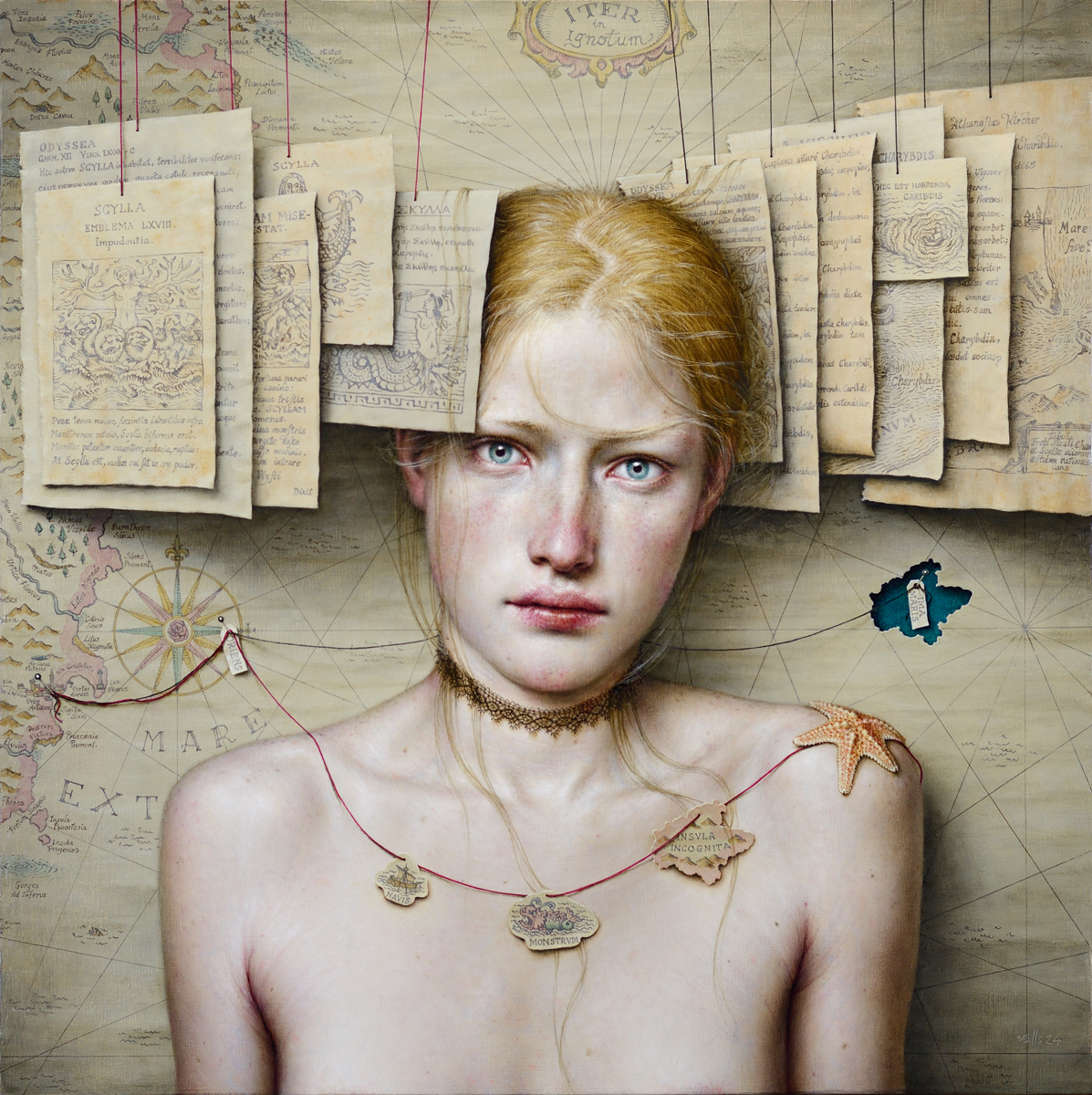
ITER (Dino Valls, óleo sobre tabla, 50 x 50 cm. 2024)

	En lo conceptual, su pintura se centra en la psique humana, utilizando las técnicas figurativas sólo como un soporte formal en el que se proyecta un contenido inconsciente con una profunda carga psíquica, que se desarrolla en un proceso simbólico de intelectualización. Al no utilizar modelos reales, ni para las figuras ni para los escenarios, su pintura se aleja de los postulados clásicos del realismo, elaborándose mediante una idealización impregnada de un fuerte contenido subconsciente, que va tomando cuerpo visualmente mediante imágenes figurativas cargadas de múltiples referencias a la Psicología y la Medicina, a la Historia del Arte y la herencia cultural del ser humano.
	Ha realizado más de 20 exposiciones individuales y más de 130 colectivas en 57 ciudades de 15 países. Sus obras están ampliamente repartidas en más de 300 colecciones y Museos de 17 países.